# Saittajärvi
För andra betydelser, se Saittajärvi (olika betydelser).
Saittajärvi är en sjö norra Tornedalen i Pajala kommun i Norrbotten som ingår i Kalixälvens huvudavrinningsområde. Sjön har en area på 3,52 kvadratkilometer och ligger 208,9 meter över havet. Sjön avvattnas av vattendraget Saittajoki.
Byn Saittarova ligger vid sjön. Saittajärvi har förbindelse med Tärendöälven och sjön Ruokojärvi. Under 1800-talet och början av 1900-talet användes sjön som transportlänk till Tärendö via Tärendöälven.

## Delavrinningsområde
Saittajärvi ingår i delavrinningsområde (748665-177844) som SMHI kallar för Utloppet av Saittajärvi. Medelhöjden är 223 meter över havet och ytan är 15,95 kvadratkilometer. Räknas de 7 avrinningsområdena uppströms in blir den ackumulerade arean 70,4 kvadratkilometer. Saittajoki som avvattnar avrinningsområdet har biflödesordning 4, vilket innebär att vattnet flödar genom totalt 4 vattendrag innan det når havet efter 229 kilometer. Avrinningsområdet består mestadels av skog (53 procent) och sankmarker (22 procent). Avrinningsområdet har 3,65 kvadratkilometer vattenytor vilket ger det en sjöprocent på 22,9 procent.